# Ергебеков, Елемес
Елемес Ергебеков — советский хозяйственный, государственный и политический деятель.

## Биография
Родился в 1906 году в ауле Тортугай. Член ВКП(б).
С 1932 года — на хозяйственной, общественной и политической работе. В 1932—1969 гг. — 1-й секретарь Джиргатальского районного комитета КП(б) Таджикистана, председатель профсоюзного комитета строителей «Чирчикстроя», экономист Государственной плановой комиссии при СМ Казакской АССР, директор Института массового заочного обучения партийного актива, заведующий Отделом школ Алма-Атинского областного комитета КП(б) Казахстана,
2-й секретарь Семипалатинского областного комитета КП(б) Казахстана, 2-й секретарь Южно-Казахстанского областного комитета КП(б) Казахстана, председатель Исполнительного комитета Карагандинского областного Совета,
председатель Исполнительного комитета Кокчетавского областного Совета, директор Кустанайского треста совхозов, заместитель управляющего трестом «Карагандашахтстроймонтаж», 1-й секретарь Каркаралинского районного комитета КП Казахстана, начальник Отдела Государственного планового комитета СМ Казахской ССР, директор Тургенского овцесовхоза.
Умер в 1975 году.
Награждён орденом Трудового Красного Знамени (05.11.1940) «в связи с 20-летним юбилеем Казахской ССР, за достижения в развитии промышленности, сельского хозяйства, науки и искусства».